# Gareth John
Gareth John (...) è un tecnico del suono britannico, vincitore del Premio Oscar al miglior sonoro per Dune - Parte due.

## Biografia
Gareth John ha iniziato a lavorare come tecnico del suono nel 1999 con Entrapment di Jon Amiel. Successivamente, ha collaborato a film di Chris Columbus, Mike Nichols, Tim Burton, Ron Howard, Rob Marshall, John Wells e David Michôd. Nel 2025 ha vinto il Premio Oscar e il Premio BAFTA al miglior sonoro per Dune - Parte due di Denis Villeneuve.

## Filmografia

### Cinema
- Entrapment, regia di Jon Amiel (1999)
- Haunting - Presenze (The Haunting), regia di Jan de Bont (1999)
- Kevin e Perry a Ibiza (Kevin & Perry Go Large), regia di Ed Bye (2000)
- Rapimento e riscatto (Proof of Life), regia di Taylor Hackford (2000)
- Harry Potter e la pietra filosofale (Harry Potter and the Philosopher's Stone), regia di Chris Columbus (2001)
- Mean Machine, regia di Barry Skolnick (2001)
- Gioco di donna (Head in the Clouds), regia di John Duigan (2004)
- Closer, regia di Mike Nichols (2004)
- La fabbrica di cioccolato (Charlie and the Chocolate Factory), regia di Tim Burton (2005)
- Dark Corners, regia di Ray Gower (2006)
- Il codice da Vinci (The Da Vinci Code), regia di Ron Howard (2006)
- Cass, regia di Jon S. Baird (2008)
- Beyond the Fire, regia di Maeve Murphy (2009)
- Malice in Wonderland, regia di Simon Fellows (2009)
- Pirati dei Caraibi - Oltre i confini del mare (Pirates of the Caribbean: On Stranger Tides), regia di Rob Marshall (2011)
- La furia dei titani (Wrath of the Titans), regia di Jonathan Liebesman (2012)
- La spia - A Most Wanted Man (A Most Wanted Man), regia di Anton Corbijn (2014)
- Le regole del caos (A Little Chaos), regia di Alan Rickman (2014)
- Notte al museo - Il segreto del faraone (Night at the Museum: Secret of the Tomb), regia di Shawn Levy (2014)
- Operazione U.N.C.L.E. (The Man from U.N.C.L.E.), regia di Guy Ritchie (2015)
- Il sapore del successo (Burnt), regia di John Wells (2015)
- Heart of the Sea - Le origini di Moby Dick (In the Heart of the Sea), regia di Ron Howard (2015)
- Il traditore tipo (Our Kind of Traitor), regia di Susanna White (2016)
- Rogue One: A Star Wars Story, regia di Gareth Edwards (2016)
- War Machine, regia di David Michôd (2017)
- The Foreigner, regia di Martin Campbell (2017)
- Il mistero di Donald C. (The Mercy), regia di James Marsh (2018)
- 7 giorni a Entebbe (Entebbe), regia di José Padilha (2018)
- A Private War, regia di Matthew Heineman (2018)
- King of Thieves, regia di John Wells (2018)
- Johnny English colpisce ancora (Johnny English Strikes Again), regia di David Kerr (2018)
- Attacco al potere 3 - Angel Has Fallen (Angel Has Fallen), regia di Ric Roman Waugh (2019)
- Il re (The King), regia di David Michôd (2019)
- Tyler Rake (Extraction), regia di Sam Hargrave (2020)
- The Old Guard, regia di Gina Prince-Bythewood (2020)
- Dune, regia di Denis Villeneuve (2021)
- Venom - La furia di Carnage (Venom: Let There Be Carnage), regia di Andy Serkis (2021)
- Eternals, regia di Chloé Zhao (2021)
- Catherine (Catherine Called Birdy), regia di Lena Dunham (2022)
- Ant-Man and the Wasp: Quantumania, regia di Peyton Reed (2023)
- Dune - Parte due (Dune: Part Two), regia di Denis Villeneuve (2024)
- Misteri dal profondo (The Gorge), regia di Scott Derrickson (2025)
- F1, regia di Joseph Kosinski (2025)

### Televisione
- The Last of the Blonde Bombshells, regia di Gillies MacKinnon - film TV (2000)
- Wit, regia di Mike Nichols - film TV (2000)
- Footballers' Wives - serie TV (2002)
- Murphy's Law - serie TV, 2 episodi (2003)
- Wire in the Blood - serie TV, 2 episodi (2003-2004)
- Beauty, regia di Ben Bolt - film TV (2004)
- Doc Martin - serie TV, 6 episodi (2004)
- Beat the Burglar - serie TV, episodio 1x05 (2004)
- D'Artagnan e i tre moschettieri (D'Artagnan et les Trois Mousquetaires) - serie TV (2005)
- Sinchronicity - serie TV, episodio 1x06 (2006)
- The Haunted Airman, regia di Chris Durlacher - film TV (2006)
- A Class Apart, regia di Nick Hurran - film TV (2007)
- Entourage - serie TV, episodio 4x12 (2007)
- Julius Caesar, regia di Gregory Doran - film TV (2012)
- Disclaimer - La vita perfetta (Disclaimer) - miniserie TV, 3 episodi (2024)

### Cortometraggi
- Newborn, regia di Gary James Martin (2004)
- Undo, regia di Simon Burrill (2002)
- Bucco Blanco, regia di Cassius Matthias (2009)
- Pitch Black Heist, regia di John Maclean (2011)

## Riconoscimenti
- Premio Oscar
  - 2025 - Miglior sonoro per Dune - Parte due
- Premio BAFTA
  - 2025 - Miglior sonoro per Dune - Parte due